# Фетишизм рук
Хенд-фетишизм (англ. hand fetishism) — сексуальне потяг до рук. Включає сексуальний потяг до певних частин рук, таких як пальці, долоні або нігті, або потяг до певних дій, вироблених руками, які в іншому випадку можна вважати не сексуальними, наприклад миття або сушіння посуду. Цей фетишизм може проявлятися як прагнення до фізичної взаємодії, а також як джерело сексуальної фантазії.